# Fundación Eddy-G
La Fundación Eddy-G es una organización sin ánimo de lucro española con sede en la Comunidad de Madrid que se dedica a brindar hogar y apoyo integral a jóvenes del colectivo LGBTIQ+ (lesbianas, gays, bisexuales, transexuales, intersexuales y queer) que se encuentran en situación de vulnerabilidad. Abrió su primera casa de acogida, «Hogar Eddy», en Madrid en 2016, desde entonces se ha erigido como un refugio seguro y de acogida para aquellos individuos que han experimentado maltrato, violencia familiar, acoso escolar u otras formas de discriminación y exclusión debido a su orientación sexual e identidad de género. Fue el primer proyecto en España de esta índole para el colectivo LGBTIQ+.

## Historia
La Fundación encuentra sus orígenes en la novela Para acabar con Eddy Bellegueule, escrita por Édouard Louis y publicada en 2014. La historia que se relata en este libro sirvió como catalizador para que el matrimonio conformado por Emeterio Lorente y Fernando González, fundadores de la organización, creasen un espacio seguro y apoyo a aquellos jóvenes en situaciones similares al protagonista de la novela.
Su primera casa de acogida, llamada «Hogar Eddy», fue inaugurada en abril de 2016,ubicada cerca al barrio de Chueca en Madrid. Este primer hogar tenía una capacidad para albergar a ocho personas, plazas que se ocuparon rápidamente. Esta iniciativa marcó un hito importante en el panorama de la asistencia social en España. Al inaugurar este espacio, la fundación se convirtió en pionera y líder en el país al ofrecer un espacio seguro y de acogida únicamente para personas LGBTIQ+.
Un año después, en 2017, gracias a la concesión otorgada por el Ayuntamiento de Madrid, la organización pudo ampliar su capacidad para alojar a más jóvenes. Un nuevo piso, proporcionado por esta concesión, permitió aumentar las plazas disponibles de alojamiento hasta un total de doce. Desde su fundación hasta 2017, trece jóvenes pasaron por su programa.
En 2018 la Fundación otorgó un premio a Marta Higueras, delegada de Equidad, Derechos Sociales y Empleo del Ayuntamiento de Madrid, en reconocimiento a su labor de colaboración entre el gobierno municipal y la entidad.

## Proyecto

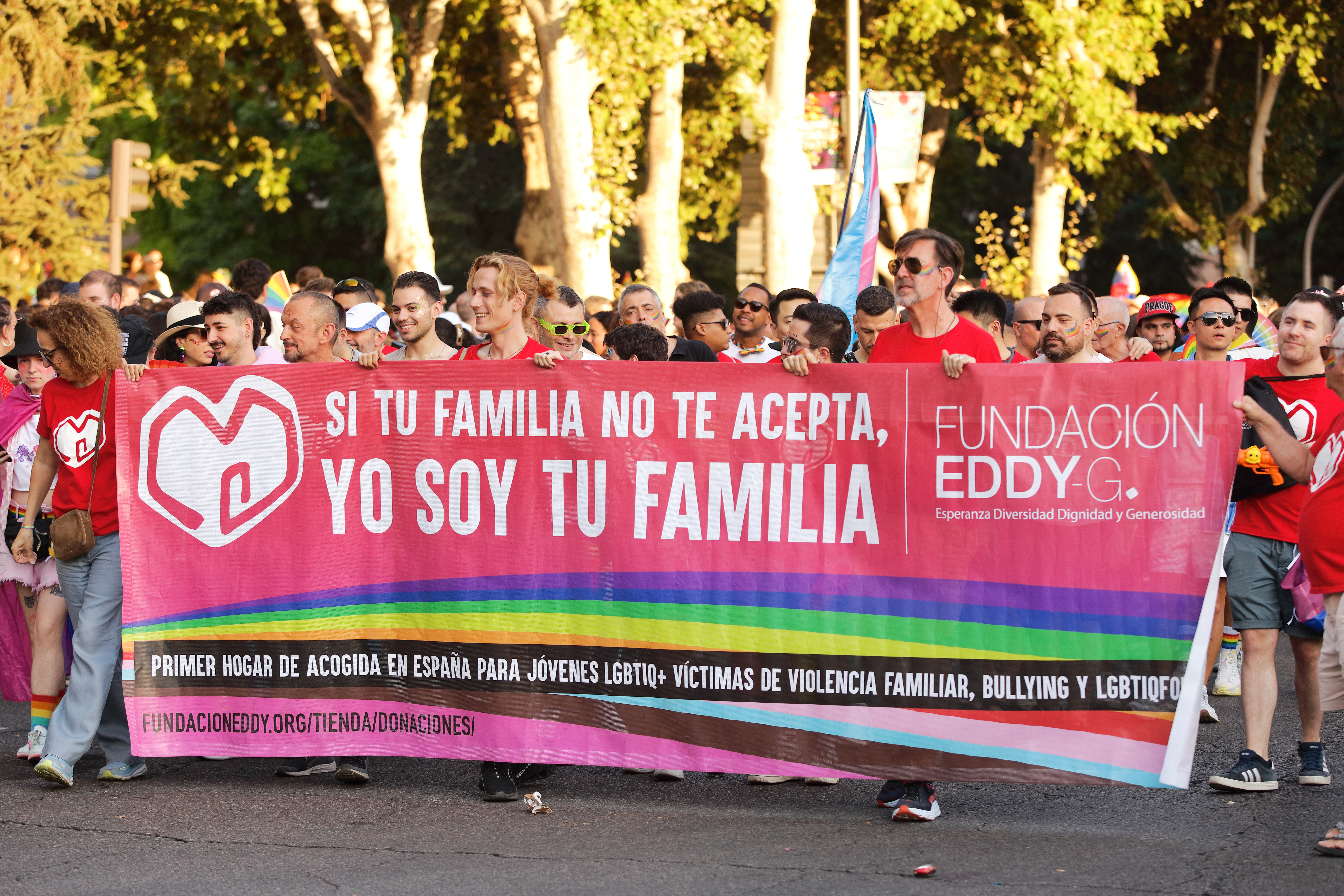
Activistas de la fundación durante el Orgullo de Madrid de 2024

La Fundación Eddy-G se dedica a abordar el problema del sinhogarismo LGBTIQ+ al proporcionar a jóvenes de entre 18 y 30 años un entorno de apoyo para reconstruir sus vidas. A través de su programa de alojamiento, manutención y acogida, la organización ofrece un refugio seguro durante un período de hasta un año libre de cargas económicas, brindando no solo un techo, sino también un entorno donde se fomenta la diversidad, el respeto y la aceptación. El proyecto pretende enfocarse en población LGBTIQ+ que sufren desprotección familiar, violencia intragénero, y sexilio por ser población inmigrante rechazada por su orientación o identidad sexual.
El proyecto de la fundación, que se financia mediante fondos privados y donaciones particulares, tiene como objetivo empoderar a los jóvenes, ayudándoles a superar las dificultades emocionales y psicológicas. A través de programas individuales y grupales, se brinda apoyo psicosocial, terapia y orientación. Además, la Fundación Eddy-G se compromete a proporcionar a los jóvenes las habilidades necesarias para una vida adulta independiente y exitosa, mediante orientación laboral, educación financiera y desarrollo personal.
Además de su trabajo directo con los jóvenes, la Fundación Eddy-G también se dedica a la concienciación y educación en la sociedad. La organización lleva a cabo campañas, eventos y talleres que buscan sensibilizar a la comunidad sobre los desafíos que enfrentan los jóvenes LGBTIQ+.